# Ōji
Ōji (japanska: 王寺町?, Ōji-chō) är en landskommun (köping) i Nara prefektur i Japan.  